# Capparis velutina
Capparis velutina är en kaprisväxtart som beskrevs av P.I. Forster. Capparis velutina ingår i släktet Capparis och familjen kaprisväxter. Inga underarter finns listade i Catalogue of Life.